# Gustav von Schmoller
Gustav von Schmoller (24 de junio de 1838-27 de junio de 1917) fue un economista alemán y líder de la generación “joven” de la escuela historicista alemana de economía.

## Vida
Schmoller nació en Heilbronn. Su padre era un funcionario público de Württemberg. El joven Schmoller estudió “Staatswissenschaften” (una combinación de economía, leyes, historia y administración civil) en la Universidad de Tubinga (1857–61). En 1861, obtuvo una designación en el Departamento Estadístico de Württemberg. Durante su carrera académica obtuvo cargos como profesor en las universidades de Halle (1864–72), Estrasburgo (1872–82), y Berlín (1882–1913). Después de 1899, representó a la Universidad de Berlín en la Cámara de los Señores de Prusia. Fue un destacado Sozialpolitiker (más despectivamente llamados Kathedersozialist, o "socialistas de cátedra"), y fundador y por mucho tiempo presidente de la Verein für Socialpolitik (“Asociación por la política social”), una asociación de economistas alemanes que continúa existiendo hoy día.  La influencia de Schmoller sobre la política académica, la reforma económica, social y fiscal, y la economía como disciplina académica durante la época entre 1875 y 1910 difícilmente puede ser sobredimensionada. Fue también un abierto proponente de la afirmación del poder naval alemán y de la expansión del Imperio de ultramar alemán.

## Obra
Como un destacado líder del ala “joven” de la escuela histórica, Schmoller se oponía a lo que él veía como el enfoque axiomático-deductivo de la escuela clásica y, más tarde, de la Escuela austríaca. De hecho, Schmoller fue el creador de este último término para sugerir provincianismo en una revisión desfavorable del libro de Carl Menger de 1883 Investigaciones sobre el método de las ciencias sociales con especial referencia a la economía (Untersuchungen über die Methode der Socialwissenschaften und der politischen Oekonomie insbesondere), el cual atacaba los métodos de la escuela histórica. Esto llevó a la controversia conocida como Methodenstreit (“disputa por el método”), la cual hoy aparenta ser un desperdicio de energías y una de las principales razones de la posterior caída en desgracia de toda la escuela historicista, aunque, como Joseph Schumpeter una vez señaló, esta fue en realidad una pelea “dentro” de la misma escuela. El enfoque principalmente inductivo de Schmoller, requiriendo de un cuidadoso estudio, comparativo en tiempo y espacio, del desempeño económico y los fenómenos económicos en general, su foco en la evolución de los procesos e instituciones económicos, y su insistencia en la especificidad cultural de la economía y la centralidad de los valores en dar forma a los intercambios económicos, se alzan en abrupto contraste con algunos economistas clásicos y la mayoría de los neoclásicos, de manera que él y su escuela quedaron por fuera de la economía hegemónica hacia la década de 1930, siendo reemplazada en Alemania por su sucesora, la Escuela de Friburgo.
Sin embargo, frecuentemente se pasa por alto que la principal preocupación de Schmoller durante su vida no fue por el “método” económico, sino por la “política” económica y social para enfrentar los desafíos planteados por la rápida industrialización y urbanización. Es decir, Schmoller fue primero que nada un reformador social. Como tal, la influencia de Schmoller se extendió a lo largo de Europa y hasta el movimiento progresista en los EE. UU. y los reformadores sociales en el Japón Meiji. Sus estudiantes y seguidores no alemanes más prominentes fueron William J. Ashley, W.E.B. Du Bois, Richard T. Ely, Noburu Kanai, Albion W. Small, y E.R.A. Seligman.
Desde la década de 1980, la obra de Schmoller ha sido revaluada y encontrada relevante para algunas ramas de la economía heterodoxa, especialmente la economía del desarrollo, la economía conductual, la economía evolutiva y la economía neoinstitucionalista. Ha tenido siempre una influencia dentro del subcampo de la historia económica y en la disciplina de la sociología.
Obras de Schmoller
Sus obras, la mayoría de las cuales tratan de historia económica y política económica, incluyen:
- Der französiche Handelsvertrag und seine Gegner (“El tratado de comercio francés y sus oponentes”, 1862)
- Zur geschichte der deutschen Kleingewerbe im 19. Jahrhundert (“Historia de las pequeñas empresas alemanas en el siglo XIX”, 1870)
- Strassburg zur Zeit der Zunftkämpfe (“Estrasburgo durante las luchas gremiales”, 1875)
- Zur Litteraturgeschichte der Staats- und Sozialwissenschaften (“Sobre la historia literaria de las ciencias políticas y sociales”, 1888)
- Umrisse und Untersuchungen zur Verfassungs-, Verwaltungs-, und Wirtschaftsgeschichte (“Nociones e investigaciones de historia constitucional, administrativa y económica”, 1898)
- Grundriss der allgemeinen Volkswirthschaftslehre (“Plan de economía general”, 1900–1904)
- Ueber einige Grundfragen der Sozialpolitik (“Sobre algunas cuestiones de política social”, 1904)

Después de 1881, Schmoller fue editor del Jahrbuch für Gesetzebung, Verwaltung, und Volkswirthschaft im deutschen Reich (“Anuario de legislación, administración y economía en el Reich alemán”).  Desde 1878 hasta 1903, editó una serie de monografías tituladas Staats- und sozialwissenschaftliche Forschungen (“Investigaciones de ciencias políticas y sociales”). Fue también un editor e hizo una importante contribución a Acta Borussica, una extensa colección de fuentes históricas prusianas realizada por la Academia de Ciencias de Berlín por instigación de Schmoller y Sybel.
Una de las razones por las cuales Schmoller no es más ampliamente conocido hoy es que la mayoría de sus trabajos y artículos no fueron traducidos, ya que en su época los economistas anglo-estadounidenses generalmente sabían leer en alemán, que era el idioma académico dominante en ese tiempo. Luego de que el idioma alemán cayera en desuso, los textos sin traducir eran ahora inaccesibles a los lectores sin conocimientos de alemán. Dos excepciones son:
- El sistema mercantil y su significación histórica, New York: Macmillan, 2nd ed. 1910. Este es un capítulo del libro mucho más grande de Schmoller Studien über die wirtschaftliche Politik Friedrichs des Grossen (“Estudios sobre la política económica de Federico el Grande”), que fue publicado en 1884. El capítulo fue traducido por William J. Ashley y publicado en 1897. (edición en línea en inglés)
- "La idea de justicia en economía política." Anales de la Academia Estadounidense de Ciencia Política y Social. 4 (1894): 697–737. (en JSTOR en inglés)

Su magnum opus es:
- Grundriss der allgemeinen Volkswirtschaftslehre ("Plan de economía general"),[3] Leipzig: Duncker & Humblot, 1900–1904.